# Ui-te-Rangiora
Ui-te-Rangiora se cree que fue un navegante maorí del siglo VII originario de la isla Rarotonga. De acuerdo a una leyenda maorí, Ui-te-Rangiora navegó hacia el sur y encontró hielos flotantes e icebergs en el océano Antártico. Él denominó a esta área del océano Tai-uka-a-pia (mar espumoso como arrurruz) dado que los témpanos son similares al polvo de arrurruz. También reclaman algunos[¿quién?] que Ui-te-Rangiora alcanzó la plataforma de hielo de Ross, aunque no haya desembarcado en ella.

## Autenticidad
La veracidad de la llegada de Ui-te-Rangiora a aguas antárticas ha sido cuestionada. En 1886 fragmentos de cerámica Lapita fueron descubiertos en las islas Antípodas, indicando que los polinesios sí llegaron bastante al sur.

## Posible descubrimiento de la Antártida

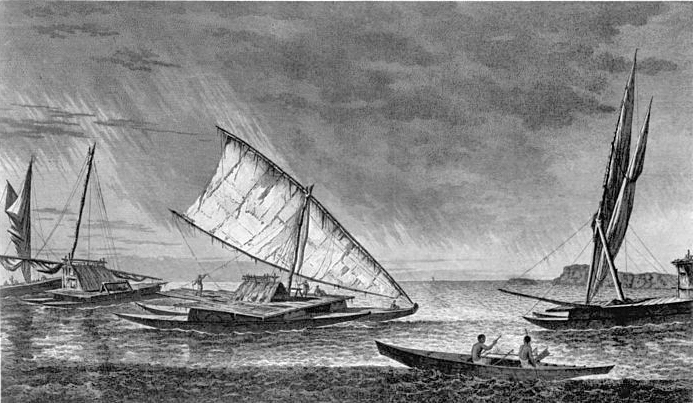
Canoas usados usualmente por maoríes

Muy poco se conoce sobre Ui-te-Rangiora, o de la antigua Polinesia sobre este tema, pero en leyendas maoríes se dice que, alrededor del año 650,
Ui-te-Rangiora lideró una flota de waka tīwais hacia el sur internándose en el océano Antártico hasta alcanzar «rocas que crecen fuera del océano, en el espacio más allá de Rapa».
Esta podría ser una descripción del hielo marino y de icebergs.